# Ardech'
Ardech' är ett berg i Armenien.   Det ligger i provinsen Vajots Dzor, i den södra delen av landet, 90 kilometer sydost om huvudstaden Jerevan. Toppen på Ardech' är 2 145 meter över havet.
Terrängen runt Ardech' är varierad. Närmaste större samhälle är Yeghegnadzor, 9,4 kilometer norr om Ardech'. 
Trakten runt Ardech' består i huvudsak av gräsmarker. Runt Ardech' är det ganska glesbefolkat, med 28 invånare per kvadratkilometer.